# Ubatuba
Ubatuba är en stad och kommun i Brasilien som ligger vid Stenbockens vändkrets, 230 km från São Paulo och 310 km från Rio de Janeiro. Staden omges av regnskogsklädda berg med stor artrikedom. Folkmängden i kommunen uppgår till cirka 85 000 invånare.
I kommunen finns ca 100 km kust och det finns 92 sandstränder på fastlandet och 10 stränder på öar. Ubatuba kallas också surfinghuvudstaden i delstaten São Paulo, med stor del av turismen inriktad på detta samt flera större surfingtävlingar i vattnen utanför kusten.
Ubatuba är bäst i Brasilien på att bevara sin regnskog, cirka 85 % av den är skyddad.[källa behövs]

## Administrativ indelning
Kommunen var år 2010 indelad i två distrikt:
- Picinguaba
- Ubatuba